# 函館どつく前停留場
函館どつく前停留場（はこだてどっくまえていりゅうじょう）は、北海道函館市入舟町にある函館市企業局交通部（函館市電）本線の停留場である。駅番号はD23。
函館市最西端、かつ北海道最西端の停留場でもある。

## 歴史
- 1913年（大正2年）10月30日 - 弁天町停留場として開業。
- 時期不明 - 弁天と改称[2]。
- 1965年（昭和40年）7月1日 - 函館ドック前停留場と改称[2]。
- 1985年（昭和60年）11月1日 - 函館どつく前停留場と改称[2]。

## 構造
- 2面1線ホーム。
- 乗り場ホームには上屋が設置され、上屋の大町側には時計が設置されている。時計の裏側に1997年12月1日に寄贈された旨の銘板がある。

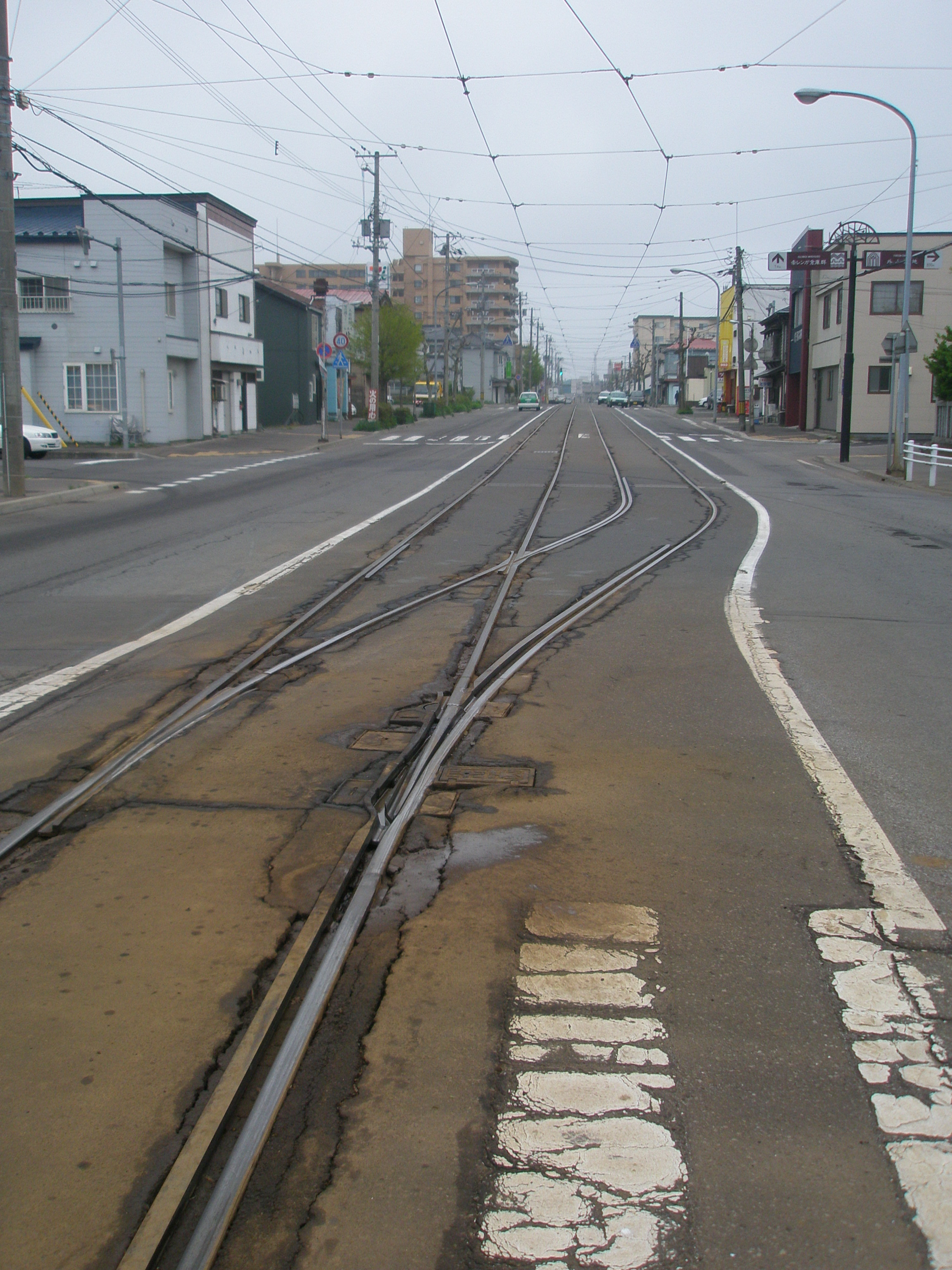
函館どつく前停留場のホームに至る部分のポイント部（2017年5月撮影）
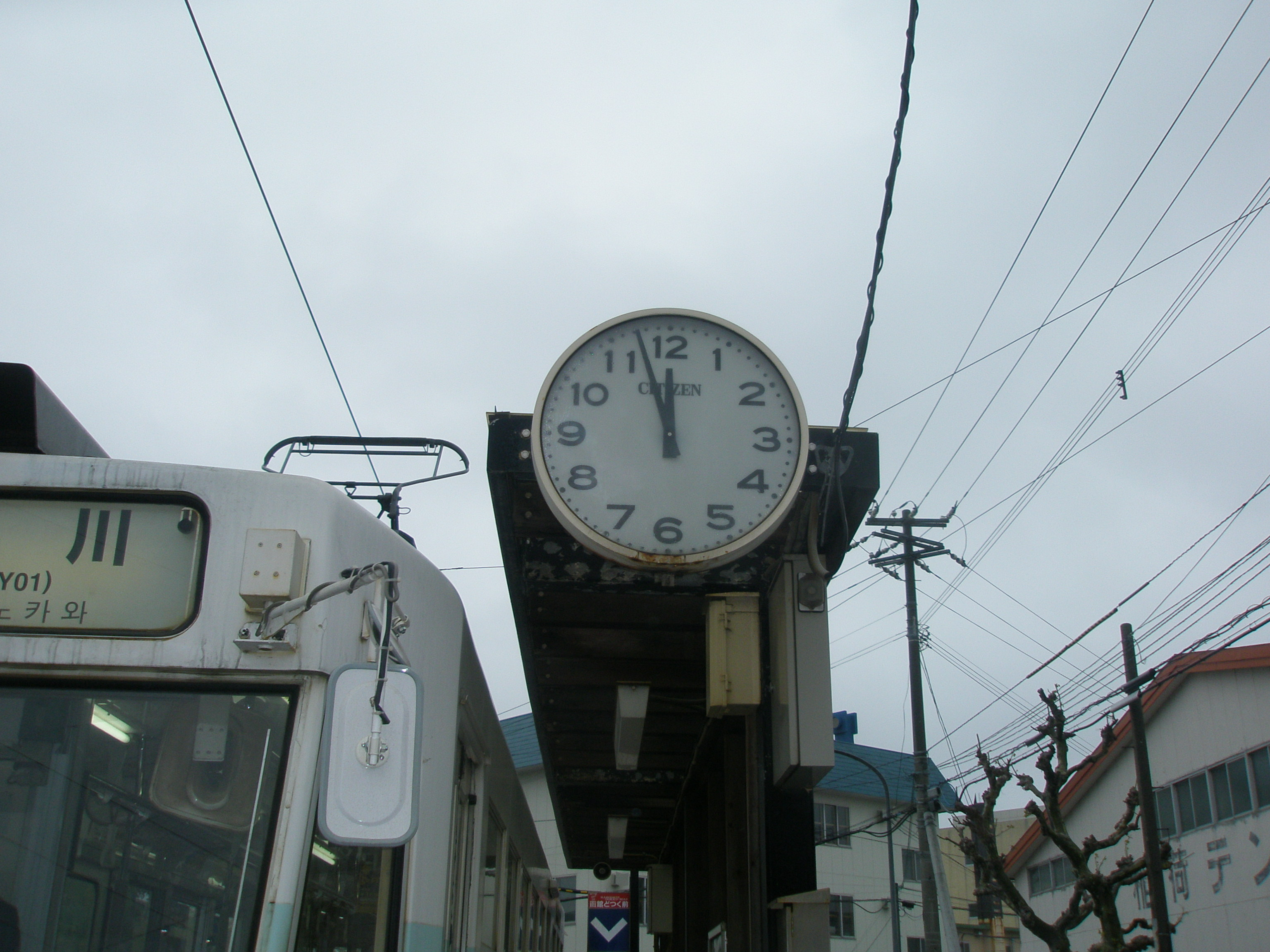
函館どつく前停留場の乗り場上屋に設置の時計（2017年5月撮影）
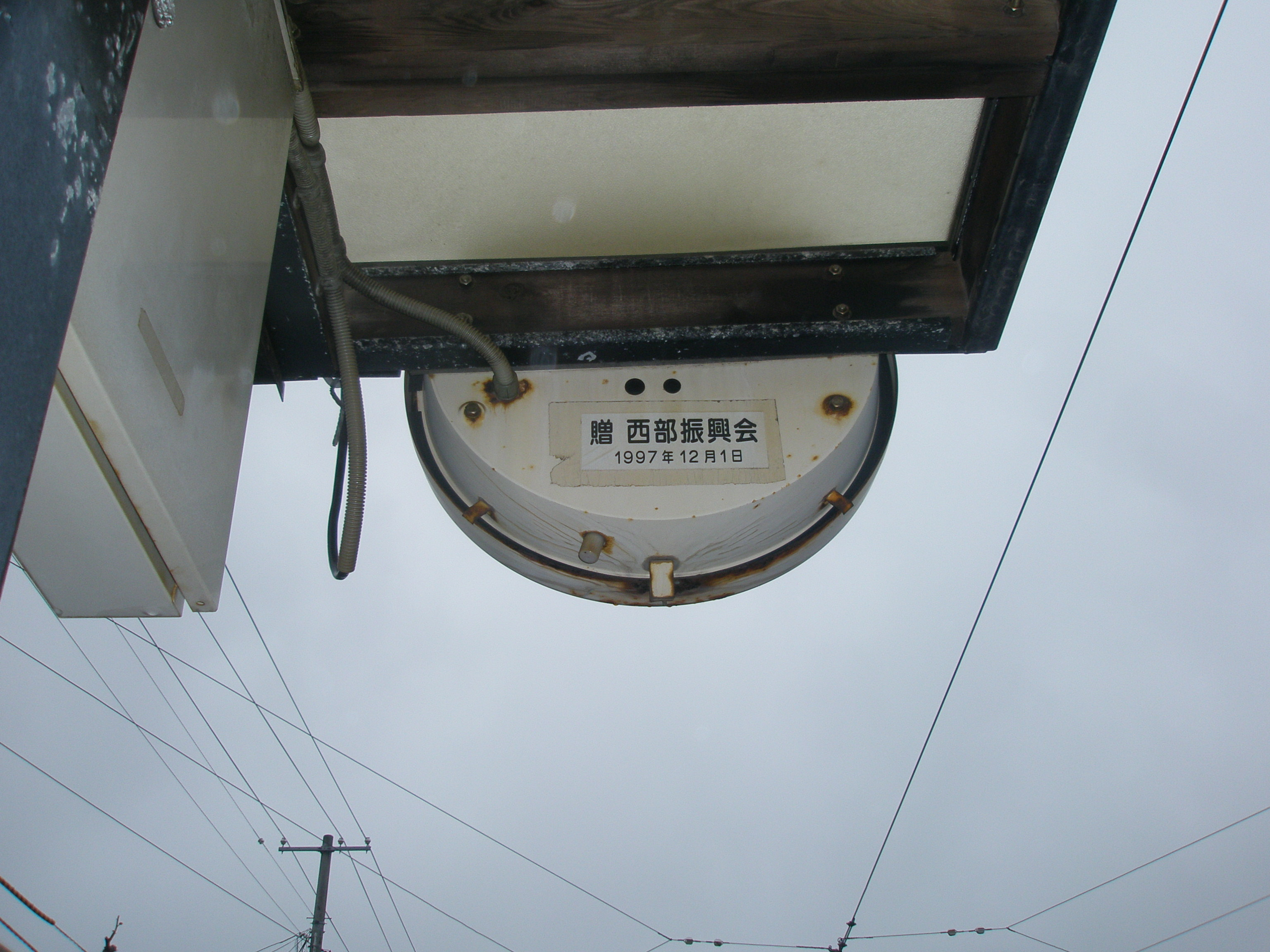
函館どつく前停留場の乗り場上屋に設置の時計の裏側に取り付けられた、寄贈者と寄贈年月日が書かれた銘板（2017年5月撮影）
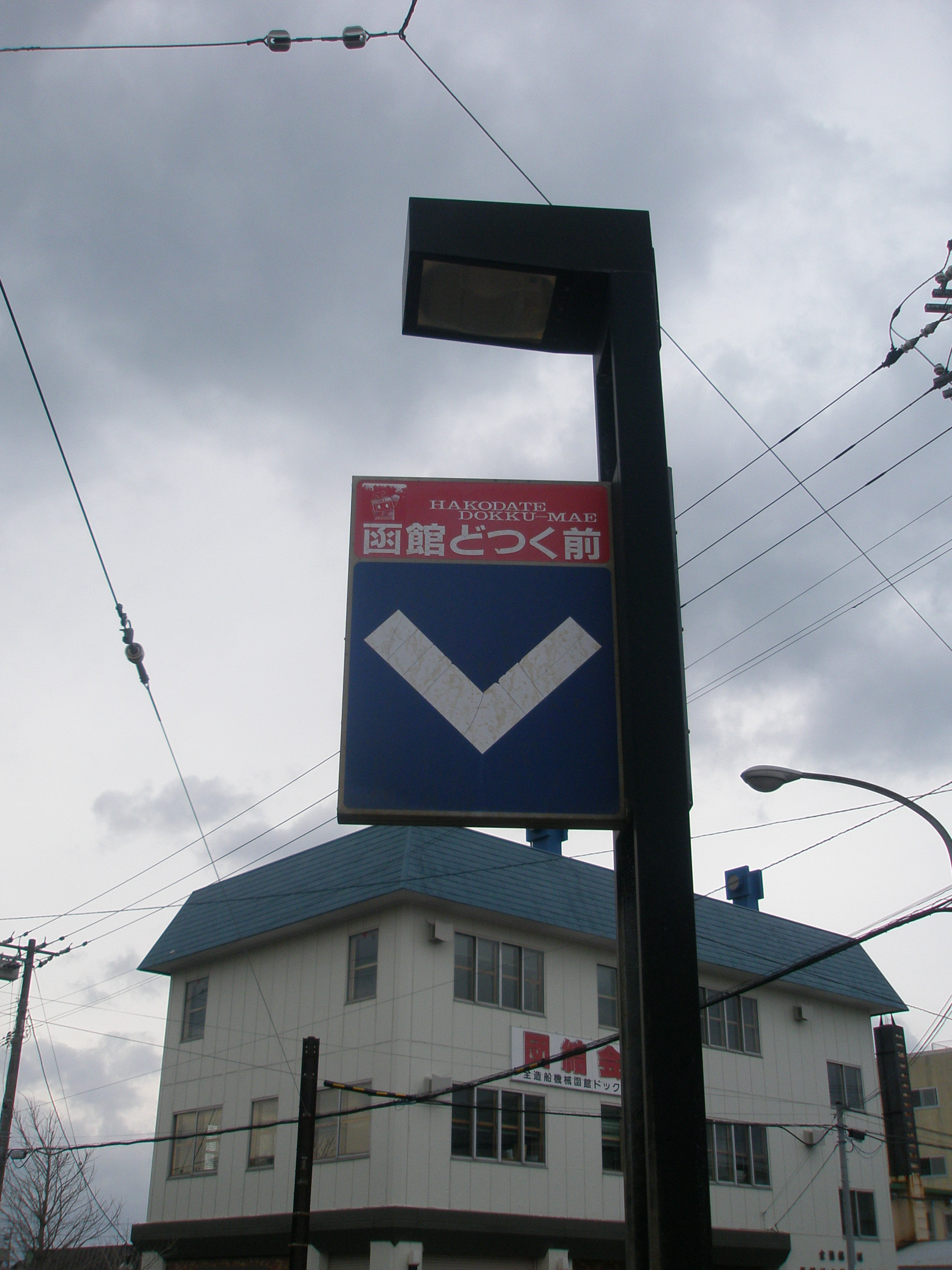
「函館どつく前」停留場名看板（2018年3月31日撮影）
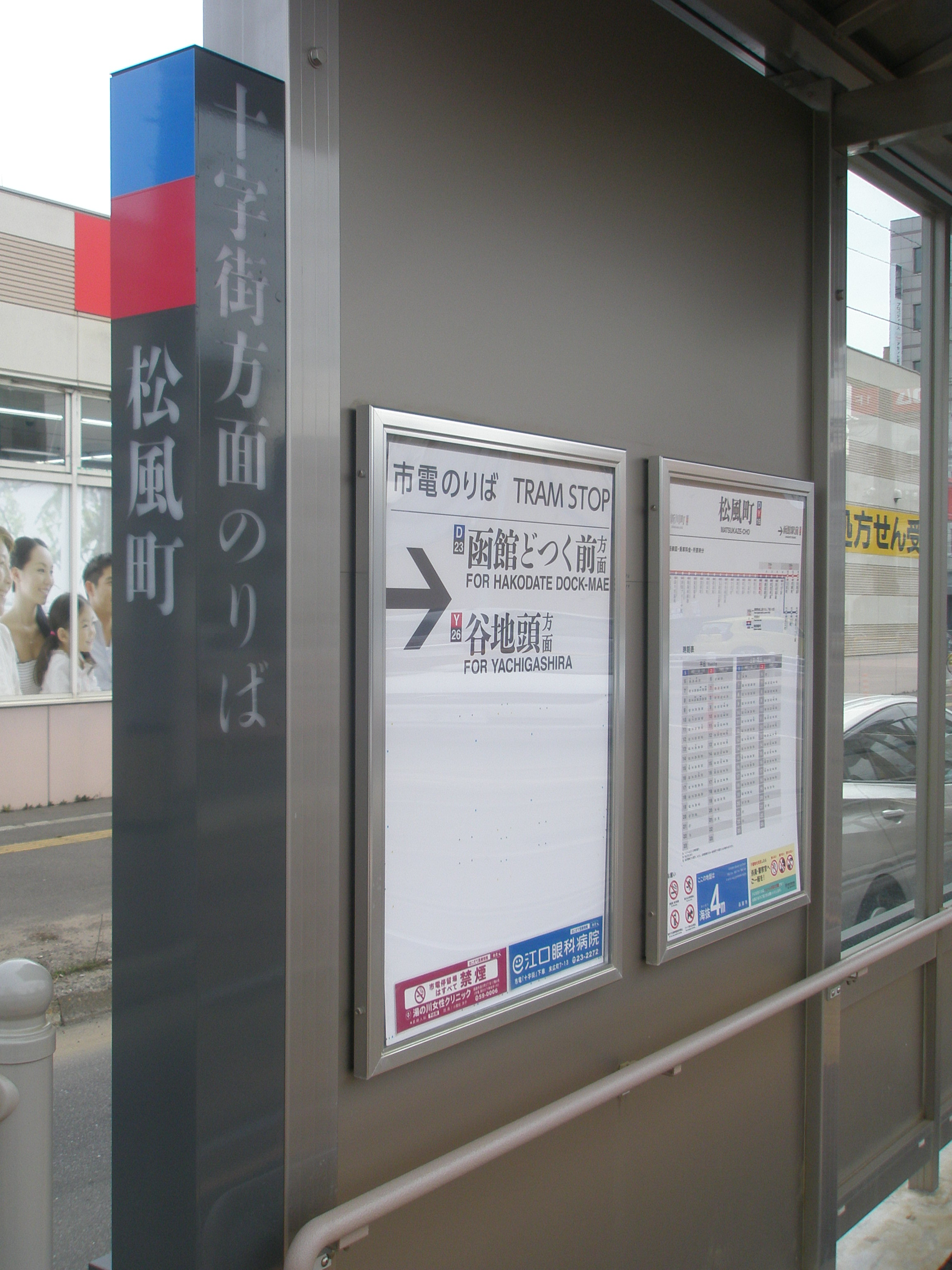
松風町停留場・往線ホームの「函館どつく前・谷地頭方面」案内板
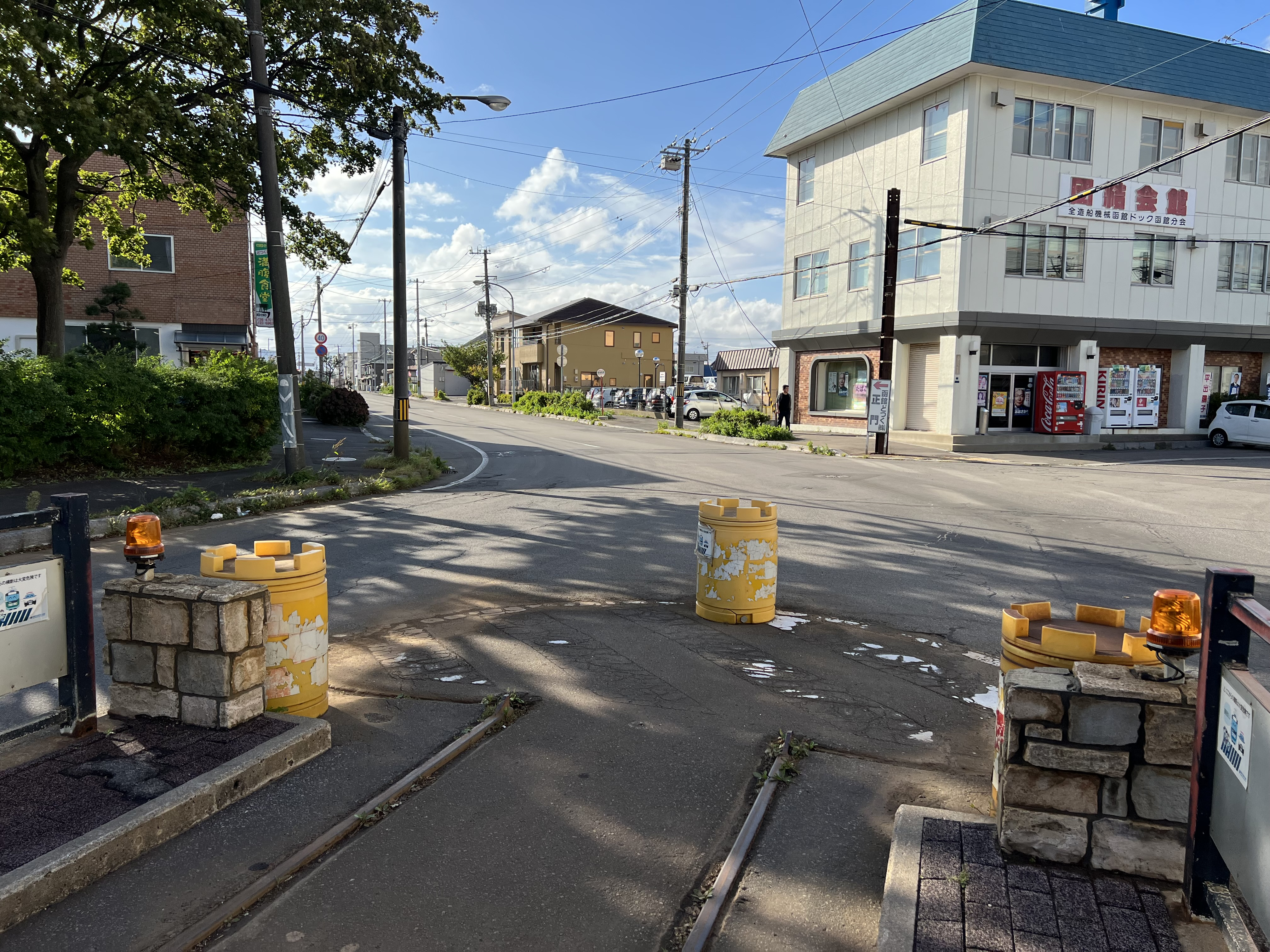
停留場のホーム突端から見たレール終端部（2022年9月撮影）

## 周辺
- 北海道道457号函館漁港線
- 函館どつく本社・函館造船所
- 弁天台場跡
- 高龍寺
- 称名寺
- 実行寺
- 山上大神宮
- 厳島神社
- 外人墓地（外国人墓地）
- 旧ロシア領事館
- 函館市立西中学校
- 函館市国際水産・海洋総合研究センター
- フレトピアセンター入舟
- 函館弁天郵便局
- 函館漁港
- マックスバリュ弁天店
- 今井商店 - 市電・バス乗車券の委託販売店を兼ねている[3]
- 函館バス「入舟町」停留所[4]

## 名称
- 停留所名の「つ」は大文字だが、読みは「はこだてどつくまえ」でなく「はこだてどっくまえ」となる。元々の停留所名は「函館ドック前」だったが、1984年（昭和59年）「函館ドック」が愛媛資本の来島グループの傘下に入り、「函館どつく」に社名変更した際に停留所名も変更したためである。
- 函館どつく株式会社の英語表記は『Hakodate Dock』であるが、当停留所は『Hakodate-Dokku』とローマ字表記である[5]。ただし、2018年現在での停留場や電車内の停留場名案内・電車の行き先表示板での表記は『Hakodate Dock-Mae』となっている。

## 隣の停留場
函館市企業局交通部
本線
大町停留場 (D22) - 函館どつく前停留場 (D23)